# Черника кавказская
Черни́ка кавка́зская, или Черни́чник кавказский (лат. Vaccínium arctostáphylos) — вид деревянистых растений рода Вакциниум (Vaccinium) семейства Вересковые (Ericaceae).

## Ботаническое описание

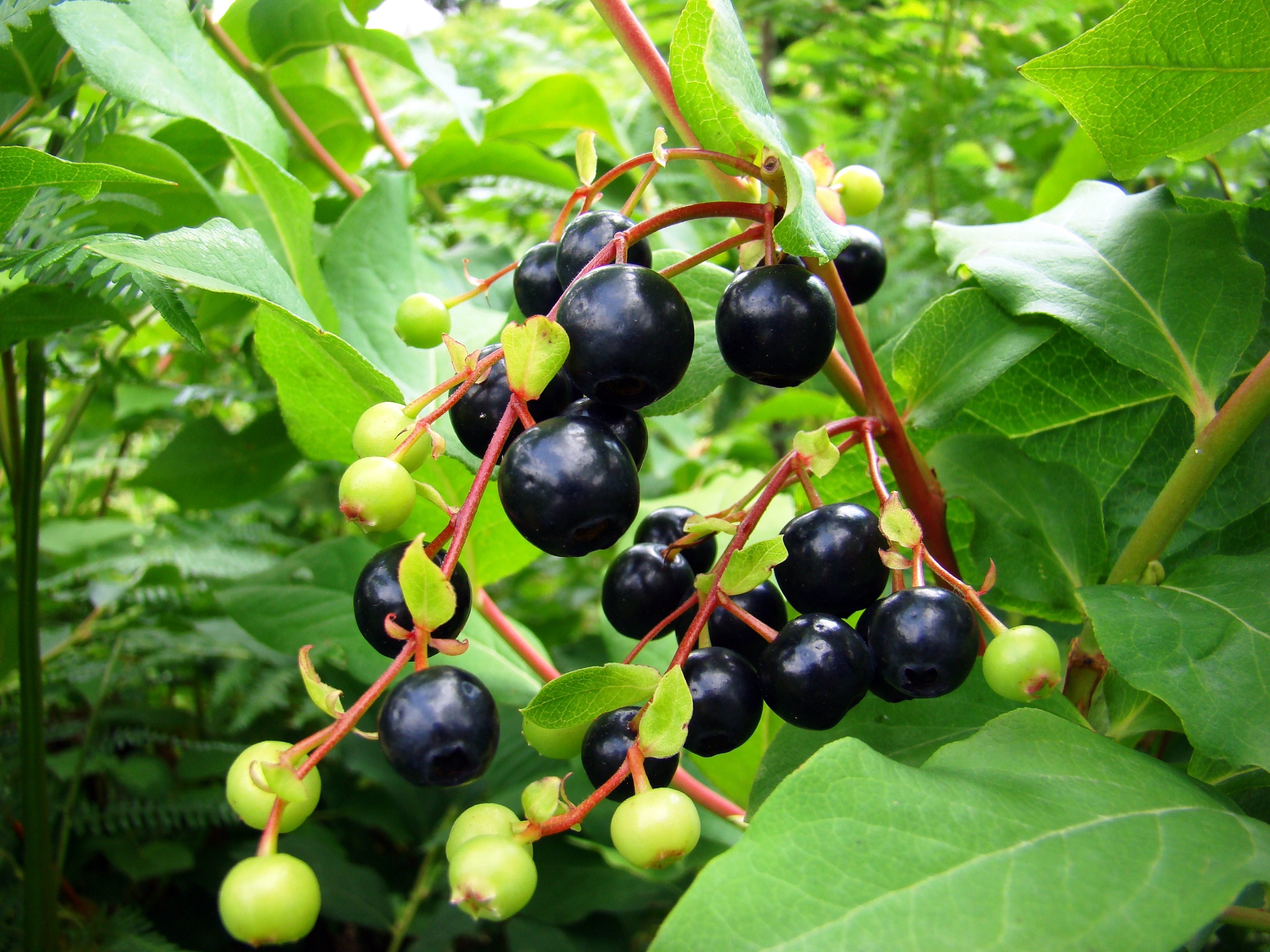
Плоды

Кустарник или небольшое дерево до 3 м высотой. Ветви округлые, молодые — волосистые, почки острые.
Листья опадающие, крупные, перепончатые, яйцевидно-эллиптические или продолговато-эллиптические, острые, суженные к основанию, короткочерешковые или почти сидячие, край мелкозубчатый; снизу и сверху по главной жилке волосистые.
Цветки красновато-белые, собраны в малоцветковые боковые кисти, цветоножки короткие; прицветник при каждом цветке, продолговатый или яйцевидный, реснитчатый; чашечка с округлыми долями, венчик] колокольчато-цилиндрический, с короткими прямостоячими лопастями; пыльники тычинок без отростков.
Плоды — чёрные, шаровидные ягоды. Использовалась как суррогат чая..